# Centaurea pectinata
Espèce
Synonymes
- Centaurea calva Ledeb. ex DC.
- Centaurea fuscata Jord.[1]
- Centaurea pectinata var. pectinata[1]
- Jacea pectinata (L.) Soják[1]

- Centaurea trichocephala M.Bieb. ex Willd.

Centaurea pectinata, la Centaurée pectinée, est une espèce de plante à fleurs de la famille des Astéracées.
C'est une plante herbacée.

## Liste des sous-espèces et des variétés
Selon Catalogue of Life (20 mars 2020) :
- Centaurea pectinata var. acutifolia
- Centaurea pectinata var. supina (Jord.) Loret & Barrandon
- Centaurea pectinata var. thuretii Briq. & Cavillier

Selon NCBI (20 mars 2020) :
- Centaurea pectinata subsp. pectinata

Selon The Plant List (20 mars 2020) :
- Centaurea pectinata subsp. acutifolia (Jord.) Dostál
- Centaurea pectinata subsp. supina (Jord.) Dostál